# Antonio Maria de Pol
Antonio Maria De Pol (Venezia, 11 luglio 1836 – Vicenza, 4 luglio 1892) è stato un vescovo cattolico italiano.

## Biografia
Nacque a Venezia da una famiglia originaria del Friuli, entrò nel seminario patriarcale a diciott'anni fu ordinato sacerdote nel 1859. Restò in seminario come insegnante di matematica, filosofia e teologia dogmatica e nel 1883 fu nominato rettore.
Nel 1887 papa Leone XIII lo nominò vescovo titolare di Nissa e coadiutore con diritto di successione del vescovo di Vicenza Antonio Farina, ormai in età avanzata; quando questi morì, pochi mesi dopo, gli successe nel governo della diocesi.
Era un periodo di forti tensioni tra la nuova classe politica liberale, salita al potere dopo l'annessione del Veneto al regno d'Italia, e le forze cattoliche, in buona parte nostalgiche del passato e che rivendicavano ancora il potere temporale del Papa; lo scontro si concentrava soprattutto sull'insegnamento della religione nelle scuole, che le classi liberali volevano abolire.
Il vescovo De Pol, forte della sua esperienza di formatore dei giovani, si adoperò per difendere questo principio, attraverso lettere pastorali e la condanna della propaganda antireligiosa. Lo fece favorendo l'azione e il movimento cattolico che, durante il suo episcopato, ebbe uno sviluppo considerevole. Uomo attento e sensibile ai problemi del mondo operaio, sostenne le Società cattoliche operaie del vicentino - fu nominato presidente onorario della Federazione costituita nel 1888 - e con una propria lettera pastorale diede notevole risalto all'enciclica di Leone XIII Rerum Novarum, quando fu pubblicata nel 1891.
Nonostante questo, visse i suoi ultimi anni amareggiato per la diminuzione dello spirito religioso non solo in città, ma anche nelle campagne. Continuò le visite pastorali alla città e alla diocesi fino al giugno 1891, quando dovette interromperle a causa di una seria malattia. Morì a Vicenza il 4 luglio 1892 all'età di 55 anni.
Nonostante le polemiche che contrassegnarono il suo episcopato, fu ricordato come un uomo di grande moderazione. Il giornale dei liberali moderati "La provincia di Vicenza" scrisse: "Noi piangiamo la perdita di lui retto e operoso …lodato per dottrina e bontà, le quali si palesavano pure nei suoi discorsi, dove il dire elegante, la chiarezza, l'ordine rendevano genialmente il pensiero non di rado profondo, sempre giusto ed efficace. Venne pieno di zelo e si pose all'opera con l'ardore di chi si fa gloria della sua altissima missione non soltanto religiosa, ma anche civile".

## Genealogia episcopale
La genealogia episcopale è:
- Cardinale Scipione Rebiba
- Cardinale Giulio Antonio Santori
- Cardinale Girolamo Bernerio, O.P.
- Arcivescovo Galeazzo Sanvitale
- Cardinale Ludovico Ludovisi
- Cardinale Luigi Caetani
- Cardinale Ulderico Carpegna
- Cardinale Paluzzo Paluzzi Altieri degli Albertoni
- Papa Benedetto XIII
- Papa Benedetto XIV
- Cardinale Enrico Enriquez
- Arcivescovo Manuel Quintano Bonifaz
- Cardinale Buenaventura Córdoba Espinosa de la Cerda
- Cardinale Giuseppe Maria Doria Pamphilj
- Papa Pio VIII
- Papa Pio IX
- Cardinale Raffaele Monaco La Valletta
- Vescovo Antonio Maria de Pol